# 锡罗斯-埃尔穆波利
锡罗斯-埃尔穆波利（希臘語：Σύρος-Ερμούπολη）是希腊南愛琴大區锡罗斯专区的市镇。行政中心为埃尔穆波利。市镇面积为101.9平方公里，2021年人口数量为21,124人。
锡罗斯-埃尔穆波利市镇包括锡罗斯岛、伊亞羅斯島及其他周边小岛。现今的锡罗斯-埃尔穆波利市镇成立于2011年的地方政府改革中，由原三个市镇合并而成，原市镇则称为新市镇的三个市区。